# Resultados do Carnaval de São Sebastião
Resultados do Carnaval de São Sebastião.

## 2003
| Colocação | Escola                              | Pontuação | Nota      | Ref.  |
| --------- | ----------------------------------- | --------- | --------- | ----- |
| 1º        | Sol de Verão                        | 199,4     |           | [ 1 ] |
| 2º        | Acadêmicos de São Francisco         | 195,2     |           | [ 1 ] |
| 3º        | Mocidade Independente da Topolândia | 177,7     | Rebaixada | [ 1 ] |
| 4º        | Ki-Fogo                             | 176,2     | Rebaixada | [ 1 ] |

## 2010
| Colocação       | Escola                              | Pontuação | Ref.  |
| --------------- | ----------------------------------- | --------- | ----- |
| 1º              | Acadêmicos de São Francisco         | 297,9     | [ 2 ] |
| 2º              | Mocidade Independente da Topolândia | 286,9     | [ 2 ] |
| 3º              | Ki-Fogo                             | 282,8     | [ 2 ] |
| Desclassificada | X-9 do Canto do Mar                 | *         | [ 2 ] |

## 2011
| Colocação | Escola                              | Pontuação | Ref.  |
| --------- | ----------------------------------- | --------- | ----- |
| 1º        | Acadêmicos de São Francisco         | 196,3     | [ 3 ] |
| 2º        | Mocidade Independente da Topolândia | 196       | [ 3 ] |
| 3º        | Ki-Fogo                             | 194       | [ 3 ] |
| 4º        | X-9 do Canto do Mar                 | 171       | [ 3 ] |

## 2012
| Colocação | Escola                              | Pontuação | Ref.  |
| --------- | ----------------------------------- | --------- | ----- |
| 1º        | Ki-Fogo                             | 99        | [ 4 ] |
| 2º        | Acadêmicos de São Francisco         | 98,8      | [ 4 ] |
| 3º        | Mocidade Independente da Topolândia | 98,3      | [ 4 ] |
| 4º        | X-9 do Canto do Mar                 | 97,8      | [ 4 ] |

## 2013
| Colocação | Escola                              | Pontuação | Ref.  |
| --------- | ----------------------------------- | --------- | ----- |
| 1º        | Mocidade Independente da Topolândia | 195       | [ 5 ] |
| 2º        | Ki-Fogo                             | 193,3     | [ 5 ] |
| 3º        | Acadêmicos de São Francisco         | 190,5     | [ 5 ] |
| 4º        | X-9 do Canto do Mar                 | 185,5     | [ 5 ] |

## 2014
| Colocação | Escola                              | Pontuação | Ref.  |
| --------- | ----------------------------------- | --------- | ----- |
| 1º        | Ki-Fogo                             | 198,2     | [ 6 ] |
| 2º        | Mocidade Independente da Topolândia | 197,1     | [ 6 ] |
| 3º        | Acadêmicos de São Francisco         | 195,5     | [ 6 ] |
| 4º        | X-9 do Canto do Mar                 | 189,5     | [ 6 ] |

## 2015
| Colocação | Escola                              | Pontuação | Ref.  |
| --------- | ----------------------------------- | --------- | ----- |
| 1º        | Ki-Fogo                             | 199,9     | [ 7 ] |
| 2º        | Acadêmicos de São Francisco         | 196,1     | [ 7 ] |
| 3º        | Mocidade Independente da Topolândia | 194       | [ 7 ] |
| 4º        | X-9 do Canto do Mar                 | 189,3     | [ 7 ] |

## 2016
| Colocação | Escola                              | Pontuação | Ref.  |
| --------- | ----------------------------------- | --------- | ----- |
| 1º        | Ki-Fogo                             | 179,2     | [ 8 ] |
| 2º        | Acadêmicos de São Francisco         | 177,5     | [ 8 ] |
| 3º        | Mocidade Independente da Topolândia | 176,7     | [ 8 ] |
| 4º        | X-9 do Canto do Mar                 | 169,1     | [ 8 ] |